# Distrito de San Nicolás (Rodríguez de Mendoza)
El distrito de San Nicolás es uno de los doce que conforman la provincia de Rodríguez de Mendoza ubicada en el departamento de Amazonas en el Norte del Perú. Limita por el Noreste con el distrito de Vista Alegre; por el Sureste con el distrito de Omia; por el Suroeste con los distritos de Santa Rosa y Huambo y por el Noroeste con el distrito de Mariscal Benavides.
Desde el punto de vista jerárquico de la Iglesia católica forma parte de ls diócesis de Chachapoyas.

## Historia
El distrito fue creado el 5 de febrero de 1875 mediante Ley sin número, en el gobierno del Presidente Manuel Pardo y Lavalle.
Las primeras noticias históricas provienen de los viajes de religiosos entre 1591-1595, haciendo referencia a la tribu de los Jeberos y Motilones en Posic, así como de pobladores españoles en haciendas a lo largo del valle.
En 1593 todo el valle incluido Huamanpata es propiedad privada de españoles que viven en Chachapoyas y Trujillo.

## Geografía
Abarca una superficie de 206,01 km² y tiene una población estimada mayor a 4 000 habitantes. 
Su capital es la ciudad de Mendoza que a su vez es capital de la Provincia de Rodríguez de Mendoza, ubicada 1 584 m s. n. m. y con una población de 3 356 habitantes.

## Centros poblados
El distrito cuenta con un anexo: Ochos y 13 caserios: Carapungo, Chalhua, Chaupimote, Cruz Pata, Huarmiaco, Juandil, Limón, Mito, Naranjo, Nueva Esperanza, Onchic, Parista y Rumiaco.

## Clima
Es templado, pero, por estar en la ceja de selva se torna cálido y húmedo. Entre los meses de noviembre a marzo, se presentan lluvias intensas. Las mínimas pueden llegar a los 12 °C y las máximas a los 30 °C. 

## Turismo
- Valle de Guayabamba, Guayabamba es un vocablo quechua que significa Valle de la Guayaba. Está compuesto por los ríos San Antonio y Leyva.[4]
- Aguas termales de Tocuya: Sus aguas a una temperatura de 20 °C contienen azufre.[5]
- Aguas termales de Michina, son aguas con azufre.
- Laguna de Huamanpata: Laguna estacional. Su nombre significa "Sitio del Águila".
- Laguna de Totora es alimentada por el río Shocol, donde habita el pez llamado Buchón que puede llegar a pesar hasta 5 kg.
- Wimba: Sitio arqueológico cerca a la aguas termales.
- Cascada La Sirena, tiene 15 caídas, 3 de las cuales de más de 30 m.
- Caverna de Leo: Se trata de una gran cueva fósil con muchas concreciones a 1430 m s. n. m. El arqueólogo Arturo Ruiz (UNMSM Lima) hace mención de la cueva en 2005.[6]
- Cavernas de Mito, se encuentran en la parte central de una elevación rocosa llamada Peña Gunguilla. En el interior se pueden observar restos arqueológicos.
- Caverna de Longar, El interior consta de una bóveda en donde se ubican estalactitas y estalagmitas en proceso de formación y crecimiento.
- La colpa de Leyva: Es un puquial de agua cristalina que recorre 500 m antes de llegar al río Leyva, formando humedales habitay de totorales y aves. Ubicada en el kilómetro 2 de la carretera Mendoza-Huambo, a 1599 m s. n. m. En la naciente hay una posa de 12 m² en piedra.

## Gastronomía
- Cuy Cangao, se trata del plato típico. A base de Cuy frito con ají.
- Locro, guiso a base de frijoles verdes, Caihuas o repollo picado y misto (azafrán).
- Humintilla, especie de tamal dulce a base de plátano verde y chancaca.

## Autoridades

### Municipales
- 2015-2018[7]
  - Alcalde distrital de San Nicolás: Nilser Tafur Peláez.

### Policiales
- Comisario: Comandante PNP Richard Alvarado López.

### Religiosas
- Obispo de Chachapoyas: Monseñor Emiliano Antonio Cisneros Martínez, OAR.[8]